# Hyposcada multimacula
Hyposcada multimacula är en fjärilsart som beskrevs av Jose Francisco Zikán 1941. Hyposcada multimacula ingår i släktet Hyposcada och familjen praktfjärilar. Inga underarter finns listade i Catalogue of Life.